# فرد گاردنر (کریکت باز)
فرد گاردنر (انگلیسی: Fred Gardner; ۴ ژوئن ۱۹۲۲ – ۱۲ ژانویهٔ ۱۹۷۹) بازیکن فوتبال اهل بریتانیا بود.
از باشگاه‌هایی که در آن بازی کرده‌است می‌توان به باشگاه فوتبال کاونتری سیتی، باشگاه فوتبال پورت ویل، باشگاه فوتبال بیرمنگام سیتی، و باشگاه فوتبال نیوپورت کانتی اشاره کرد.